# مدينة الأبحاث العلمية والتطبيقات التكنولوجية (مصر)
الهيئة العامة لمدينة الأبحاث العلمية والتطبيقات التكنولوجية هي مؤسسة أكاديمية مصرية، تعد إحدى المؤسسات البحثية المصرية، أنشأت بموجب قرار رئيس الجمهورية رقم 85 لسنة 1993 وتم افتتاحها في 13 أغسطس 2000 وتتبع وزارة التعليم العالي والبحث العلمي، تقع في مدينة برج العرب الجديدة بمحافظة الإسكندرية على مساحة 225 فدان، وتم اختيار برج العرب الجديدة كونها إحدى المناطق الصناعية الكبرى في مصر والتي تحتوي على خمس مناطق صناعية تضم أكثر من 1300 مصنع في مختلف الأنشطة مما يتيح لهذه المناطق الاستفادة من الأبحاث والابتكارات التي تنتجها المدينة.
تعمل المدينة على إنتاج أحدث التكنولوجيات العلمية واستخدامها في المجالات الصناعية والبحثية المختلفة، ويعمل بالمدينة حوالي 464 شخص بينهم 185 باحث في مختلف التخصصات العلمية، وقامت المدينة بنشر حوالي 500 بحثاً في المجلات المفهرسة عالمياً، كما حصلت على 19 براءة اختراع دولية، و30 براءة اختراع قيد التحكيم، وحصل 13 باحث على جوائز علمية في تخصصات متنوعة. وتتميز المدينة بتصميمها الفريد حيث تم إنشاء مبانيها على شكل ثلاثة أهرامات شبيه بأهرام الجيزة الثلاثة.

## التاريخ
تعود فكرة إنشاء مدينة للبحث العلمى والتكنولوجيا إلى سنة 1989 وذلك عندما تم نشر الدراسة الخاصة بهذه المدينة شملت قيمة التكاليف المطلوبة لأعمال التجهيز والإنشاءات، مصادر التمويل، التصميمات المعمارية، ووضع التنظيمات الإدارية والفنية والمالية للمدينة، وفي 25 ديسمبر 1991 الموافقة على تخصيص مساحة 100 فدان في منطقة الجامعات بمدينة برج العرب الجديدة بمحافظة الإسكندرية، وفي 2 يونيو 1992 تسلمت وزارة الدولة للبحث العلمي قطعة الأرض الخاصة بالمشروع، وفي 4 مارس 1993 صدر قرار رئيس الجمهورية رقم 85 بإنشاء هيئة علمية عامة تحت اسم «مدينة مبارك للأبحاث العلمية والتطبيقات التكنولوجية» يكون لها شخصية اعتبارية وتتبع لوزارة الدولة لشئون البحث العلمي.
شملت المدينة عدد 12 معهد ومركز بحثي في مخلف المجالات الصناعية والزراعية والكميائية، وافتتحت المدينة رسمياً في 13 أغسطس 2000، وتم تعيين عبد المنعم حمودة كأول مدير للمدينة، وتم في مرحلتها الأولى تعيين 200 مدرس مساعد باحث. وفي 11 سبتمبر 2000 صدر قرار رئيس الجمهورية رقم 372 بزيادة المساحة المخصصة للمدينة لتصبح 225 فدان، وفي 23 مايو 2005 صدر قرار رئيس الجمهورية رقم 147 بإصدار اللائحة التنفيذية للمدينة والتي تنظم الشئون المالية والإدارية والفنية.
وفي 7 سبتمبر 2009 صدر قرار رئيس مجلس الوزراء رقم 2320 بإنشاء منطقة استثمارية بمساحة 135 فدان داخل نطاق المدينة للعمل في مجالات البيوتكنولوجى والنانوتكنولوجى وتكنولوجيا المعلومات، وفي 9 مايو 2011 بعد قيام ثورة 25 يناير صدر قرار رئيس المجلس الأعلى للقوات المسلحة رقم 85 بتعديل اسمها لتصبح مدينة الأبحاث العلمية والتطبيقات التكنولوجية، وفي سنة 2015 صدر قرار رئيس مجلس الوزراء رقم 332 بالاعتماد النهائي لتخطيط وتقسيم قطعة الأرض المخصصة لمدينة الأبحاث العلمية والتطبيقات التكنولوجية.

## التشريعات المُنظِمة
- قرار رئيس الجمهورية رقم 85 لسنة 1993: بإنشاء مدينة مبارك للأبحاث العلمية والتطبيقات التكنولوجية.[9]
- قرار رئيس الجمهورية رقم 126 لسنة 2005: بتعديل بعض أحكام قرار رئيس الجمهورية رقم 85 لسنة 1993 بإنشاء الهيئة العامة لمدينة مبارك للأبحاث العلمية والتطبيقات التكنولوجية.[10]
- قرار رئيس الجمهورية رقم 147 لسنة 2005: بإصدار اللائحة التنفيذية للهيئة العامة لمدينة مبارك للأبحاث العلمية والتطبيقات التكنولوجية.[11]
- قرار رئيس مجلس الوزراء رقم 2320 لسنة 2009: بإقامة المنطقة الاستثمارية لمدينة مبارك للأبحاث العلمية والتطبيقات التكنولوجية بمدينة برج العرب الجديدة.[12]
- قرار المجلس الأعلى للقوات المسلحة رقم 85 لسنة 2011: باستبدال مسمى "مدينة الأبحاث العلمية والتطبيقات التكنولوجية" بمسمى "مدينة مبارك للأبحاث العلمية والتطبيقات التكنولوجية".[13]
- قرار رئيس الجمهورية رقم 411 لسنة 2021: بإصدار اللائحة التنفيذية "لمدينة الأبحاث العلمية والتطبيقات التكنولوجية".[14]

## الأهداف
أنشأت المدينة لتحقيق عدة أهداف أهمها:
- العمل على تشجيع البحث العلمي في المجالات التي ترتبط بالخطط التنموية للدولة وإيجاد حلول لمشكلات المجتمع الصناعي.
- تعزيز التعاون العلمي بين المدينة ومراكز الأبحاث والجامعات المحلية والأجنبية لنقل التكنولوجيا وتوطينها وتطويرها.
- إيجاد بيئة جاذبة للمخترعين وأصحاب النماذج الأولية لرعايتهم وتطويرهم.
- إنشاء شركات تعتمد على البحث والتطوير مع الباحثين بالمنطقة الاستثمارية بالهيئة من أجل الوصول إلى منتجات نهائية.
- دعم التعليم والتدريب الفني بشكل خاص لرفع قدرات الشباب وذلك لتأهيلهم للالتحاق بسوق العمل.

## المعاهد والمراكز
طبقاً لقرار الإنشاء تتكون المدينة من 12 معهداً بحثياً ومركزاً تكنولوجياً يتم إنشاؤها على مراحل في ضوء توافر التمويل، والمعاهد والمراكز البحثية القائمة حالياً هي:
- معهد بحوث الهندسة الوراثية.
- معهد بحوث زراعة الأراضي القاحلة.
- معهد المعلوماتية.
- معهد الليزر.
- معهد بحوث التكنولوجيا المتقدمة والمواد الجديدة.
- معهد بحوث البيئة والمواد الطبيعية.
- معهد بحوث الطاقات الجديدة والمتجددة.
- معهد بحوث الكيماويات الدقيقـة.
- مركز تنمية القدرات العلمية والتكنووجية.
- مركز تنمية الصناعات الصغيرة.
- مركز تطوير الصناعات الهندسية.
- مركز تطوير الصناعات الدوائية والصيدلية والتخميرية.
- المنطقة الاستثمارية.

## معرض الصور

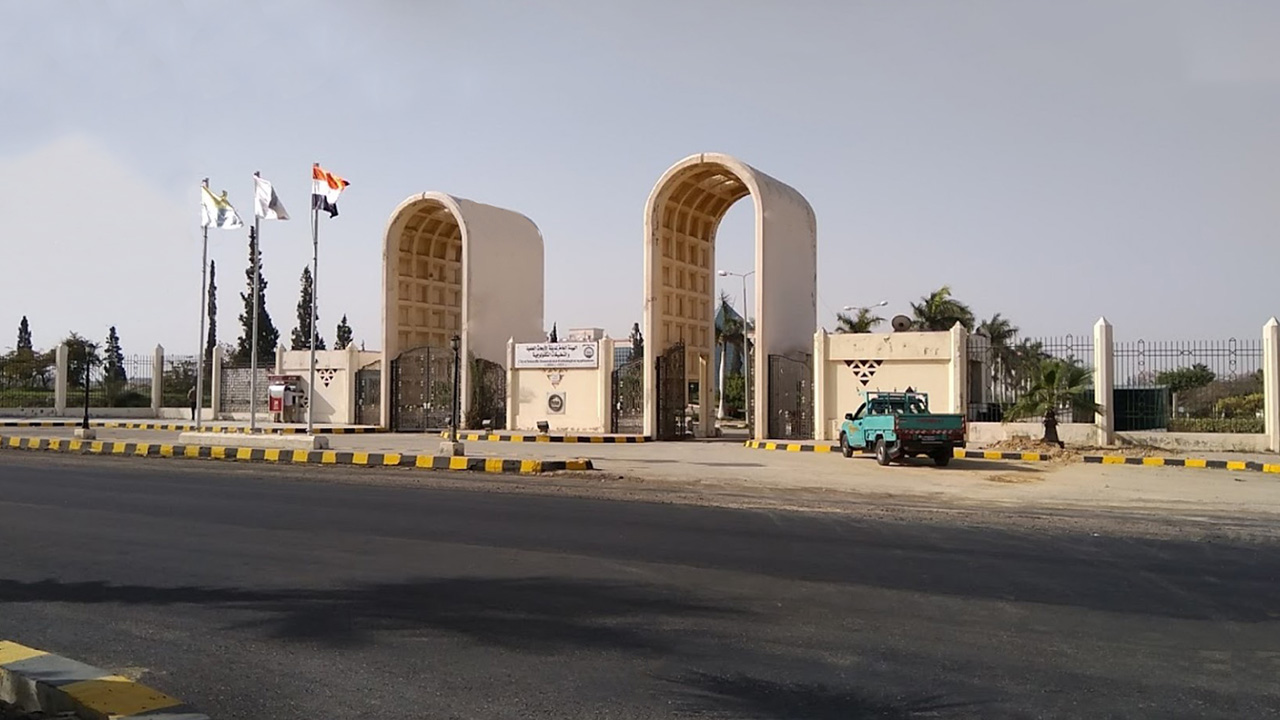
بوابة المدينة
أحد مباني المدينة
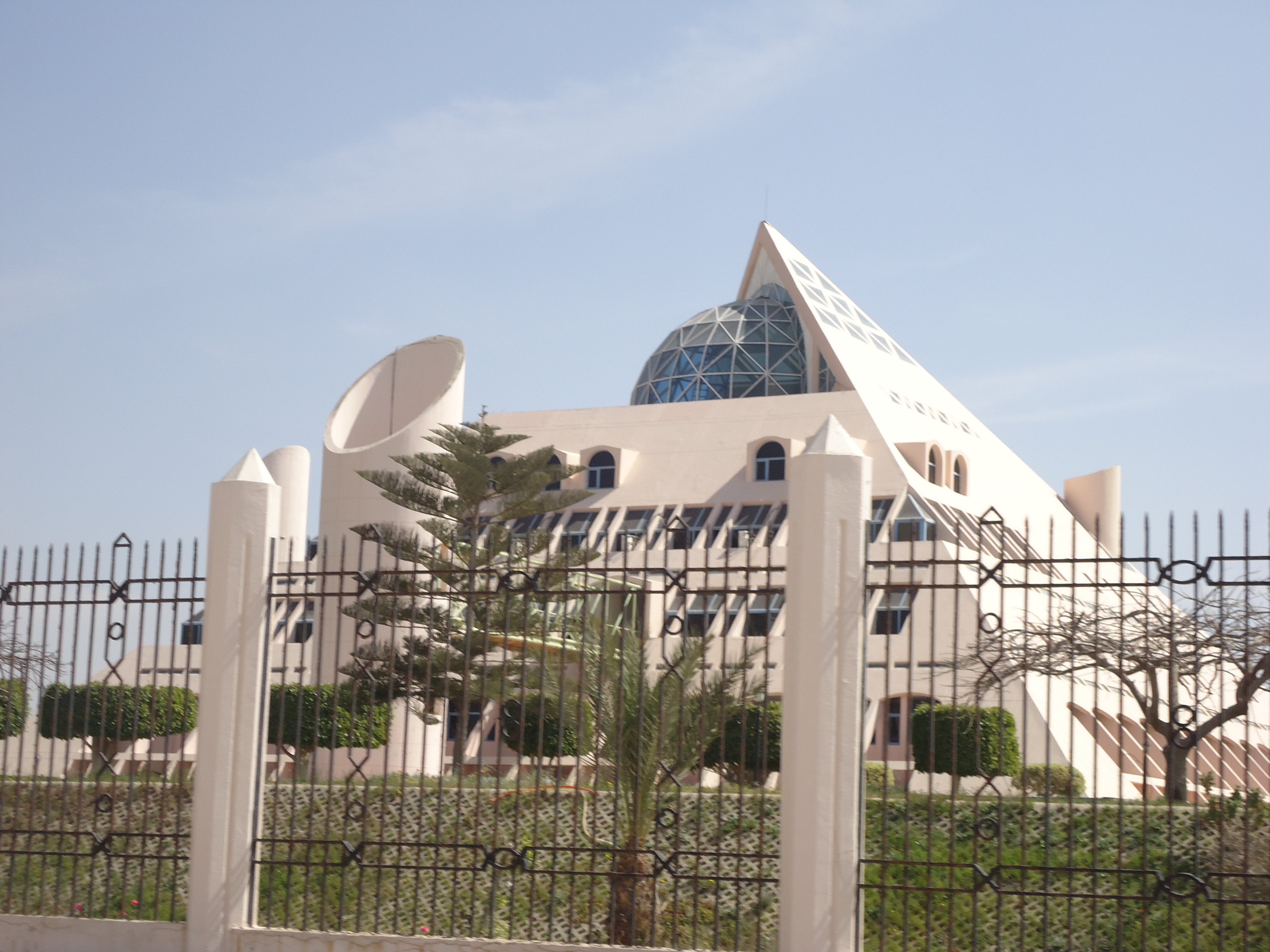
أحد مباني المدينة
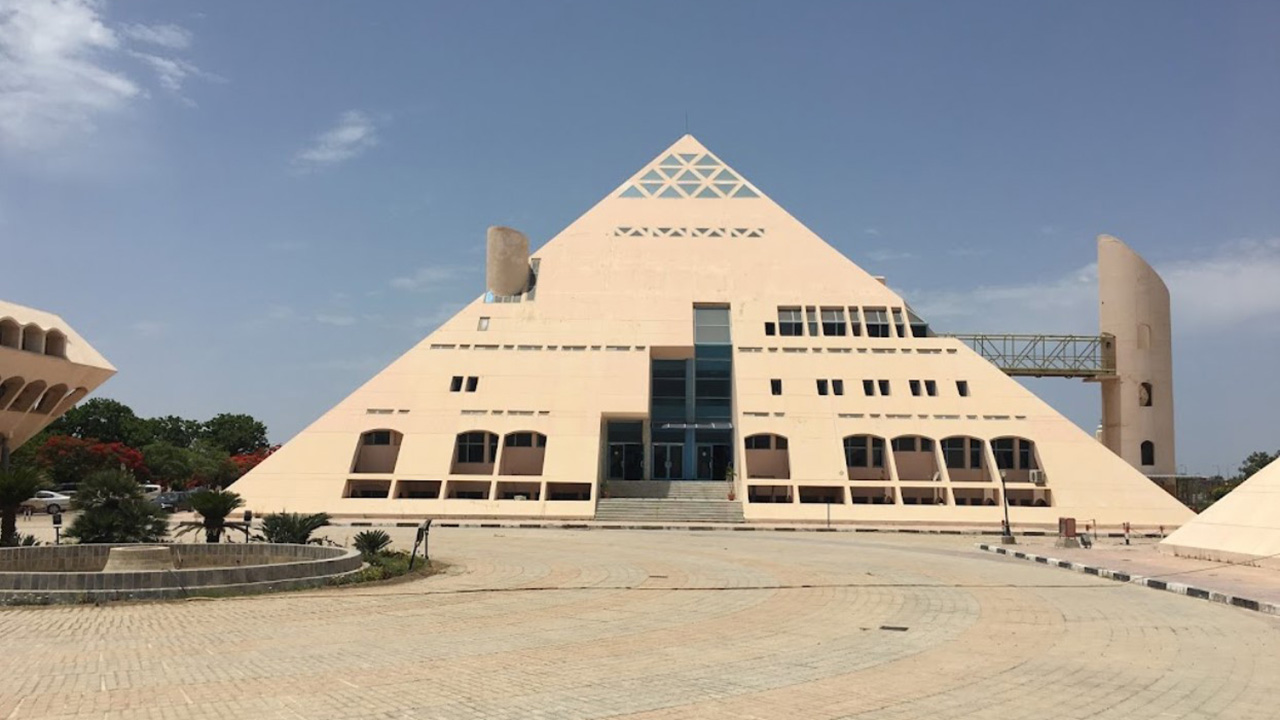
أحد مباني المدينة
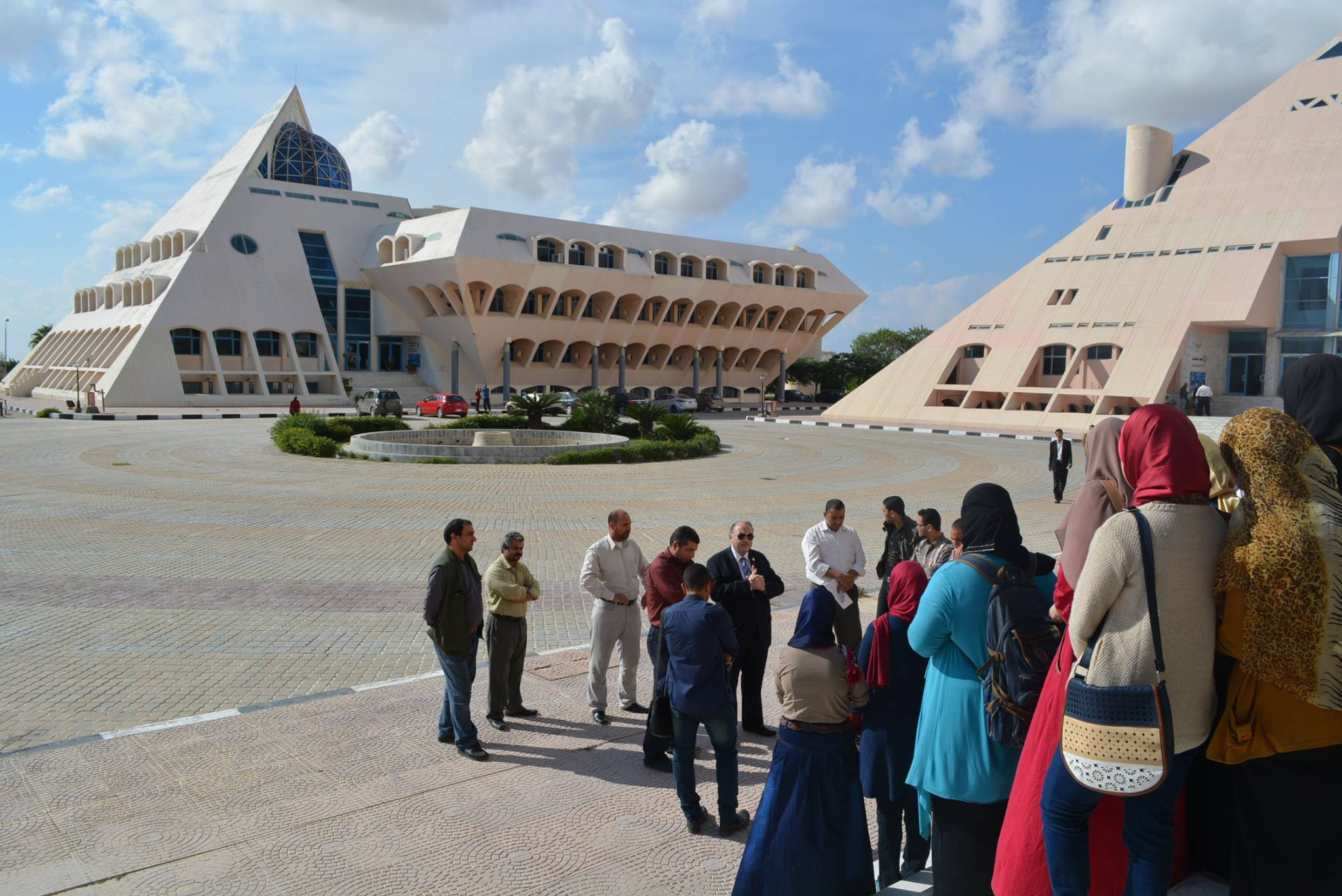
زيارة طلابية للمدينة
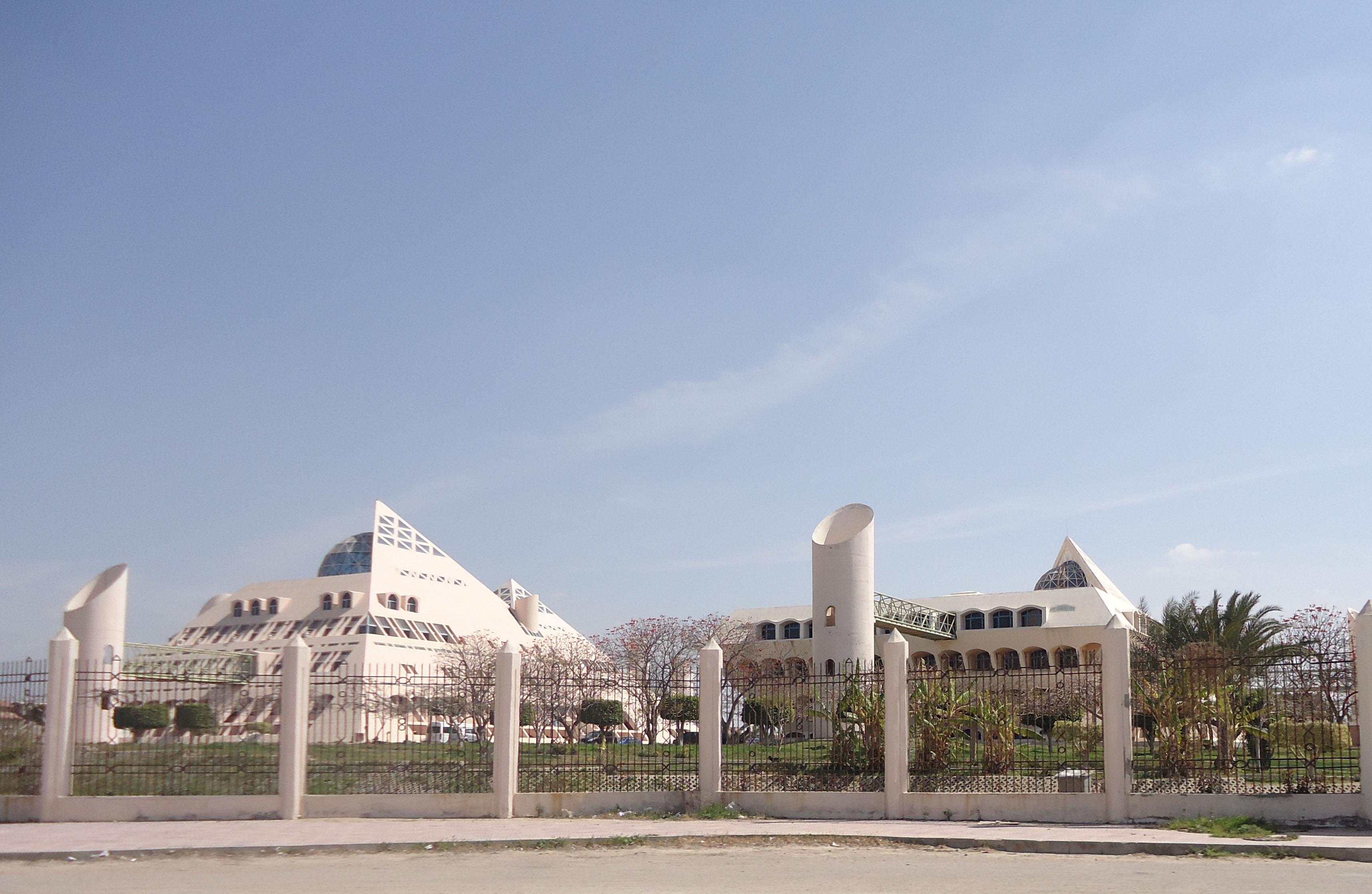
منظر عام للمدينة
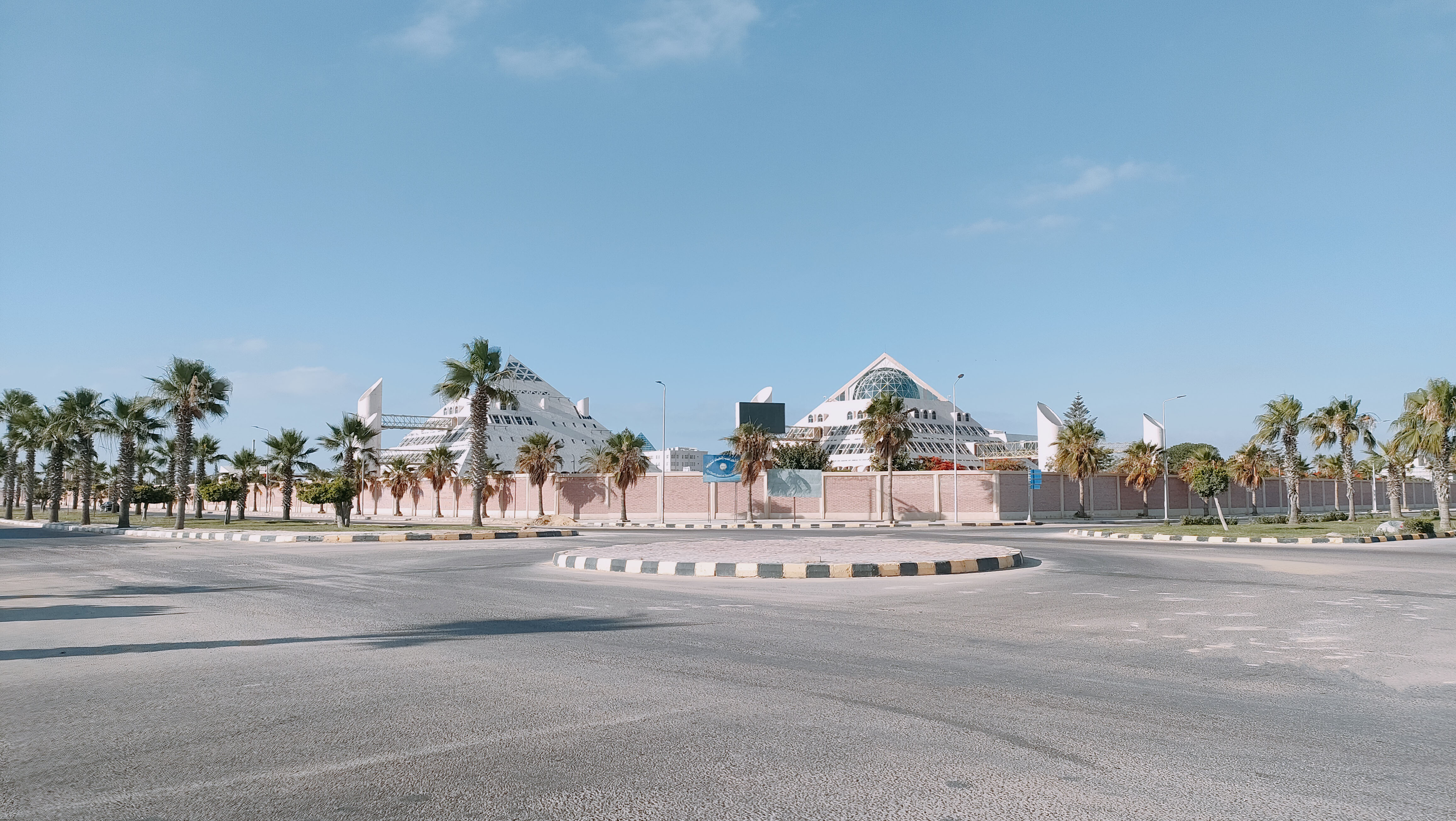
منظر عام للمدينة

## وصلات خارجية
- الموقع الرسمي للهيئة
- الصفحة الرسمية للهيئة على موقع فيس بوك